# つわぶき峻
つわぶき 峻（つわぶき とし、1998年12月28日 - ）は、日本の俳優。大阪府出身。身長187cm。血液型O型。

## 出演

### 舞台
- MEMORY BOYS〜想い出を売る店〜（2019年3月15日 - 9月18日、サンリオピューロランド1階 フェアリーランドシアター） - グリッサ 役
- ハイパープロジェクション演劇「ハイキュー!!」 - 佐久早聖臣 役
  - 飛翔（2019年11月1日 - 12月15日、東京ドームシティホール 他）